# Сенцяшка-Перша
Сенцяшка-Перша (пол. Sięciaszka Pierwsza) — село в Польщі, у гміні Луків Луківського повіту Люблінського воєводства.
Населення — 699 осіб (2011).
У 1975-1998 роках село належало до Седлецького воєводства.

## Демографія
Демографічна структура станом на 31 березня 2011 року:
|          | Загалом | Допрацездатний вік | Працездатний вік | Постпрацездатний вік |
| -------- | ------- | ------------------ | ---------------- | -------------------- |
| Чоловіки | 344     | 91                 | 222              | 31                   |
| Жінки    | 355     | 89                 | 196              | 70                   |
| Разом    | 699     | 180                | 418              | 101                  |